# Pietraporzio
Pietraporzio je italská obec v provincii Cuneo v regionu Piemont, která se nachází asi 100 kilometrů  jihozápadně od Turína a zhruba 40 kilometrů západně od Cunea, na hranici s Francií. K 31. prosinci roku 2010 žilo v obci 94 obyvatel, k roku 2022 73 obyvatel. Rozloha obce je 54 km².
Mezi sousední obce patří: Argentera, Canosio, Saint-Etienne-de-Tinée (na území Francie), Sambuco a Vinadio.